# هجمات على الصحفيين خلال الصراع بين إسرائيل وحزب الله (2023–الآن)
منذ بداية الصراع بين إسرائيل وحزب الله في 8 أكتوبر 2023، قتلت إسرائيل ثلاثة صحفيين لبنانيين وأصابت ما لا يقل عن 7 آخرين في حوادث متعددة بالقرب من الحدود اللبنانية الإسرائيلية.

## الحوادث

### 13 أكتوبر
بينما كانت مجموعة من صحفيي رويترز ووكالة فرانس برس والجزيرة تبث بثًا مباشرًا بالفيديو لموقع عسكري إسرائيلي على بعد كيلومتر واحد من علما الشعب، أطلقت قذيفتان من الدبابات أصابت المجموعة بشكل مباشر. وقتل الأول مصور وكالة رويترز عصام عبد الله. وكانت الضربة الثانية أقوى بكثير وأدت إلى اشتعال سيارة الجزيرة، وهي سيارة تويوتا بيضاء، والتي كان يقف بجوارها صحفيا الجزيرة كارمن جوخدار وإيلي براخيا، بالإضافة إلى زميلهما في وكالة فرانس برس ديلان كولينز. كما أصيبت مصورة رويترز كريستينا عاصي بجروح خطيرة وبُترت ساقها. وقال الجيش اللبناني إن الجيش الإسرائيلي أطلق الصاروخ الذي قتل عبد الله. وقال مراسل آخر لرويترز في الموقع إن عبد الله قتل بقذائف أطلقت من اتجاه إسرائيل. وكان آخر منشور له على إنستغرام، والذي نشره قبل أسبوع من مقتله، عبارة عن صورة لشيرين أبو عاقلة، الصحفية الفلسطينية في قناة الجزيرة التي قتلتها إسرائيل عام 2022.
وخلص تقرير صدر في فبراير/شباط 2024 عن قوة الأمم المتحدة المؤقتة في لبنان إلى أن دبابة إسرائيلية قتلت عبد الله عندما أطلقت النار على "صحفيين يمكن التعرف عليهم بوضوح"، وأن هذا ينتهك القانون الدولي. وقدر التقرير "أنه لم يكن هناك تبادل لإطلاق النار عبر الخط الأزرق وقت وقوع الحادث"، ولم يسجل أي تبادل لإطلاق النار عبر الحدود لمدة 40 دقيقة قبل إطلاق الدبابة النار. ردت قوات الدفاع الإسرائيلية على تقرير الأمم المتحدة بالادعاء بأن حزب الله هاجمها، لذلك تم استخدام نيران الدبابات للرد.

### 13 نوفمبر
وأصيبت مجموعة أخرى من الصحفيين اللبنانيين بضربة على بعد أمتار منهم أثناء قيامهم بالتغطية في بلدة يارون وتم تصوير الحادثة على الهواء مباشرة بواسطة قناة الجديد. وسُمع المذيع وهو يتحدث إلى المذيع المباشر ريف عقيل بعد الغارة. وقال المذيع: "من الواضح أن الصاروخ سقط على بعد أمتار قليلة منك. ومن الواضح أن هذه ضربة مباشرة للصحفيين العاملين في يارون". كما صورت الكاميرا موقع الهجوم. وتم الإبلاغ عن إصابات طفيفة فقط.

### 21 نوفمبر
بينما كان طاقم قناة الميادين يغطي آخر التطورات على الحدود اللبنانية الإسرائيلية قرب مدينة طير حرفا جنوب لبنان، استهدفت دبابة إسرائيلية المراسل فرح عمر والمصور ربيع معماري من قناة الميادين. وأدى القصف المدفعي إلى مقتل عمر والمعمري على الفور. كما قُتل مرشد كان برفقة الصحفي. وقالت قناة الميادين إن الهجوم كان متعمدا بسبب آراء القناة المؤيدة للفلسطينيين.

### 23 ديسمبر
وأصيب مصور قناة المنار بجروح في عينه بعد هجوم للجيش الإسرائيلي على طريق في منطقة الخردلي حيث كان يمر أيضا مراسلو قناة إم تي في والوكالة الوطنية للإعلام. وقصف الجيش الإسرائيلي منطقة نهر دير ميماس-خردلي بشدة، ومنع المدنيين من عبور الطريق من خلال القصف بالقرب من المركبات المارة.

### 26 ديسمبر
أصاب صاروخ مضاد للدبابات أطلقه حزب الله بالقرب من فريق أخبار القناة 13 أثناء إجراء مقابلة مع مزارع في دوف، في مقال عقب هجوم سابق لحزب الله أدى إلى مقتل موظف يبلغ من العمر 56 عامًا في شركة الكهرباء الإسرائيلية وإصابة خمسة عمال كانوا يقومون بإصلاح خطوط الكهرباء.

## التحقيقات في هجوم 13 أكتوبر

### تحقيق مراسلون بلا حدود
خلال النزاع، زعمت منظمة مراسلون بلا حدود أن الجيش الإسرائيلي استهدف الصحفيين عمداً. وذكر تحقيق أجرته مراسلون بلا حدود أن إسرائيل استهدفت الصحفيين بضربات صاروخية في 13 أكتوبر/تشرين الأول أدت إلى مقتل مراسل رويترز عصام عبد الله وإصابة أربعة آخرين. أصابت هاتان الضربتان الصاروخيتان الإسرائيليتان، بفارق 30 ثانية، مجموعة من سبعة صحفيين في جنوب لبنان كانوا يغطون القتال بين إسرائيل وحزب الله. وشوهد الصحفيون في مقطع فيديو وهم يرتدون سترات وخوذات تشير إلى أنهم "صحافة". وكانت العلامة موجودة أيضًا على سطح سيارتهم التي انفجرت بعد إصابتها بالصاروخ الثاني. ووفقاً لمجلس أوروبا، فإن الاستهداف المتعمد للصحفيين يشكل جريمة حرب.

### رويترز و TNO
وساعدت المنظمة الهولندية للبحث العلمي التطبيقي (TNO)، التي تختبر وتحلل الذخائر والأسلحة، رويترز من خلال فحص المواد التي تم جمعها في موقع انفجار 13 أكتوبر، ووجدت أن القطعة المعدنية كانت زعنفة 120 ملم أطلقت طلقة الدبابة 1.34 كيلومترا من الحدود أطلقت النار من مدفع دبابة أملس. وقالت TNO إن صور الأقمار الصناعية والصورة التي التقطها عبد الله لم تظهر أي علامات على أي هجمات سابقة في منطقتهم مما يشير إلى أن الذيل كان مهمًا للتحقيق في الهجوم.
وقام TNO بتحليل التسجيل من البث المباشر لقناة الجزيرة لكلا الضربتين وتسجيل فيديو من هيئة الإذاعة الإيطالية راي والذي يوضح نقطة انطلاق الضربة الثانية. كان الصحفيون من راي يصورون القصف عبر الحدود في نفس يوم الهجوم من علما الشعب حيث تم توجيه الكاميرا نحو صوت الانفجار. وباستخدام الصوت من بث قناة الجزيرة، حددوا أن القذائف أطلقت على بعد 1343 مترًا من المراسلين، وقالوا إن التوقيعات الصوتية لعينتي الضربات متطابقة مما يشير إلى أن قذيفتي الدبابات أطلقتا من نفس الموقع.

### منظمة العفو الدولية
عقدت منظمة العفو الدولية ومنظمة هيومن رايتس ووتش مؤتمراً صحفياً مشتركاً في العاصمة اللبنانية بيروت، في 7 ديسمبر/كانون الأول، حيث كشفتا عن نتائج تحقيقاتهما في الهجوم الذي أدى إلى مقتل عصام عبد الله وجرح ستة آخرين في 13 أكتوبر/تشرين الأول. وخلصوا إلى أن مجموعة الصحفيين أصيبوا بقذيفة دبابة وقالوا إن ذلك كان هجوما مباشرا على المدنيين وكان من الواضح أنهم صحفيون، ودعوا إلى التحقيق فيه باعتباره جريمة حرب. وبعد التحليل تبين أن نقطة إطلاق النار كانت في موقع إسرائيلي قريب من قرية جرديخ شرق الصحفيين.

### تحقيق الأمم المتحدة
وخلص تقرير صدر في فبراير/شباط 2024 عن قوة الأمم المتحدة المؤقتة في لبنان إلى أن دبابة إسرائيلية قتلت عبد الله عندما أطلقت النار على "صحفيين يمكن التعرف عليهم بوضوح"، وأن هذا ينتهك القانون الدولي. وقدر التقرير "أنه لم يكن هناك تبادل لإطلاق النار عبر الخط الأزرق وقت وقوع الحادث"، ولم يسجل أي تبادل لإطلاق النار عبر الحدود لمدة 40 دقيقة قبل إطلاق الدبابة النار.

## رد فعل
وفي معرض حديثه عن مقتل عبد الله، قال المتحدّث باسم الجيش الإسرائيلي ريتشارد هيشت: "نحن آسفون للغاية"، لكنّه لم يؤكد أن القذائف الإسرائيلية أصابت الصحفيّين. وقال الجيش الإسرائيلي إنه استخدم نيران الدّبابات والمدفعيّة في المنطقة المجاورة لردع أي تسلّل محتمل من لبنان وقت مقتل عصام عبد الله. وذكروا أن أفعالهم جاءت ردًّا على نيران حزب الله على طول الحدود الإسرائيلية اللّبنانية، وأن الحادث قيد المراجعة حاليًا. كما بدأ الجيش الإسرائيلي تحقيقا في الظّروف المحيطة بوفاة عبد الله.
وعلق مايكل داوني، الصحفي الذي يعمل لدى صحيفة نيويورك تايمز وهيئة الإذاعة البريطانية (بي بي سي)، على مقطع فيديو تم التقاطه قبل وقت قصير من الحادث: "لم تكن هناك طلقة تحذيرية، لقد كان ذلك متعمدا".
أدان لبنان مقتل الصحفي عصام عبد الله الذي قتل في قصف مدفعي إسرائيلي استهدف مجموعة من الصحفيين. وبعد مقتل عبد الله، أجرى الجيش اللبناني تقييماً ميدانياً، أكد فيه أن إسرائيل هي التي أطلقت الصاروخ الذي أدى إلى مقتله. كلّفت وزارة الخارجية اللبنانية بعثتها لدى الأمم المتحدة في بيروت بالإعراب عن قلقها العميق إزاء ما تعتبره انتهاكا واضحاً لحرّية الرأي والصّحافة. بالإضافة إلى ذلك، يستعدّ لبنان لتقديم شكوى رسميّة إلى مجلس الأمن الدولي، متّهماً إسرائيل بالتّسبّب عمداً في وفاة عبد الله.

## اصابات
قائمة بأسماء الصحفيين والمدنيين الذين قتلوا أو أصيبوا.
| تاريخ     | اسم           | وصف | وكالة اخبارية          | المرجع        |
| --------- | ------------- | --- | ---------------------- | ------------- |
| أكتوبر 13 | كارمن جوخدار  | مراسل لبناني أصيب بجروح خطيرة ودخل المستشفى منذ أسابيع                                                 | الجزيرة                | [ 29 ]        |
| أكتوبر 13 | كريستينا عاصي | مصورة لبنانية أصيبت بجروح خطيرة وبقيت في العناية المركزة لأسابيع وتم بتر ساقها                         | وكالة الصحافة الفرنسية | [ 30 ]        |
| أكتوبر 13 | ديلان كولينز  | مصور أمريكي أصيب في الضربة الثانية أثناء محاولته مساعدة عاصي.                                          | وكالة الصحافة الفرنسية | [ 29 ]        |
| أكتوبر 13 | إيلي براخيا   | مصور صحفي لبناني أصيب بجروح خطيرة وبقي في المستشفى لأسابيع                                             | الجزيرة                | [ 29 ]        |
| أكتوبر 13 | عصام عبدالله  | مصور فيديو لبناني قُتل على الفور في قصف مدفعي إسرائيلي استهدف مجموعة الصحفيين.                          | رويترز                 | [ 31 ] [ 32 ] |
| أكتوبر 13 | ماهر نزيه     | مصور صحفي عراقي أصيب بجروح طفيفة                                                                       | رويترز                 | [ 29 ]        |
| أكتوبر 13 | ثائر السوداني | مصور صحفي عراقي أصيب بجروح طفيفة                                                                       | رويترز                 | [ 29 ]        |
| نوفمبر 13 | عصام مواسي    | أصيب مصور فيديو لبناني بجروح طفيفة عندما هاجم الجيش الإسرائيلي مجموعة من الصحفيين في يارون.            | الجديد                 | [ 33 ]        |
| نوفمبر 21 | فرح هشام عمر  | مقتل مراسل لبناني يعمل لدى قناة الميادين التابعة لـ حزب الله في غارة جوية إسرائيلية في منطقة طير حرفا. | الميادين               | [ 34 ]        |
| نوفمبر 21 | حسين عقيل     | مدني كان إلى جانب صحافيي الميادين وكان مرشدهم المحلي.                                                  | (مدني)                 | [ 35 ]        |
| نوفمبر 21 | ربيع معماري   | استشهد مصور لبناني يعمل في قناة الميادين في غارة جوية إسرائيلية في منطقة طير حرفا.                     | الميادين               | [ 34 ]        |
| ديسمبر 23 | خضر مركيز     | مصور لبناني أصيب في عينه بعد هجوم للجيش الإسرائيلي بالقرب من مركبته.                                   | المنار                 | [ 12 ]        |

## أنظر أيضا
- اغتيال الصحفيين خلال الحرب الفلسطينية الإسرائيلية 2023
- جرائم الحرب الإسرائيلية
- عصام عبدالله